# وانج دانفينج
وانج دانفينج (بالصينية: 王丹凤) هي ممثلة صينية (وحملت سابقاً جنسية حكومة بكين ‏)، ولدت في 23 أغسطس 1924 بشانغهاي في الصين، وتوفيت في 2 مايو 2018.

## وصلات خارجية
- وانج دانفينج على موقع IMDb (الإنجليزية)
- وانج دانفينج على موقع قاعدة بيانات الفيلم (الإنجليزية)